# Heinz Frei
Pour les articles homonymes, voir Frei.
Heinz Frei, né le 28 janvier 1958 à Niederbipp (canton de Berne), est un champion suisse d'athlétisme handisport.

## Biographie
Victime d'un accident lors d'une course de montagne en 1978, il est depuis paraplégique D5.

## Carrière sportive
Pendant sa carrière sportive, il a été titré 22 fois aux Jeux paralympiques et 12 fois aux championnats du monde en marathon et détient, en 2007, les records du monde de 400, 800 et 10 000 mètres. Entre 1995 et 1999, il est nommé à cinq reprises sportif suisse de l'année dans la catégorie sport handicap.
En 2000, il est récompensé par Adolf Ogi « au nom de tous les sportifs handicapés » du Prix Suva de la Solidarité d'une valeur de 5 000 francs suisses.
En 2005, il remporte encore le 800 mètres et termine 3e du 10 000 mètres aux championnats d'Europe La même année, il fête son centième succès sur le marathon.
En 2008, il devient double médaillé d'or en handbike lors des Jeux paralympiques d'été de 2008 à Pékin.
En 2012, il gagne son quinzième titre paralympique en remportant l'or au contre-la-montre de handbike durant les Jeux paralympiques d'été de 2012 à Londres. Il gagne aussi une médaille de bronze avec le relais helvétique de handbike composé de Sandra Graf et du Fribourgeois Jean-Marc Berset.

## Jeux paralympiques
- 1984 - Stoke Mandeville et New York
  -  Médaille d'or 1,500 m
  -  Médaille d'or 5,000 m
  -  Médaille d'or Marathon
  -  Médaille d'argent 800 m
  -  Médaille de bronze 400 m
- 1988 - Séoul
  -  Médaille d'or 1,500 m
  -  Médaille d'or 10,000 m
  -  Médaille d'argent 5,000 m
  -  Médaille d'argent 800 m
- 1992 - Barcelone
  -  Médaille d'or 5,000 m
  -  Médaille d'or 800 m
  -  Médaille d'or Marathon
  -  Médaille d'argent 10,000 m
  -  Médaille de bronze 4x100 m Relais
- 1996 - Atlanta
  -  Médaille d'or 1,500 m
  -  Médaille d'or 10,000 m
  -  Médaille d'argent 4x400 m Relais
  -  Médaille d'argent 800 m
  -  Médaille de bronze Marathon
- 2000 - Sydney
  -  Médaille d'or 800 m
  -  Médaille de bronze 10,000 m
  -  Médaille de bronze Marathon
- 2008 - Beijing (Pékin)
  -  Médaille d'or Handbike (route)
  -  Médaille d'or Handbike (contre la montre)
- 2012 - London (Londres)
  -  Médaille d'or Handbike (contre la montre)
  -  Médaille de bronze Relais[5]